# Ololygon longilinea
Espèce
Synonymes
- Hyla longilinea Lutz, 1968
- Scinax longilineus (Lutz, 1968)

Statut de conservation UICN

 LC  : Préoccupation mineure
Ololygon littorea est une espèce d'amphibiens de la famille des Hylidae.

## Répartition
Cette espèce est endémique de l'État du Minas Gerais au Brésil. Elle se rencontre entre 700 et 1 200 m d'altitude dans la Serra da Mantiqueira,.

## Systématique
Le nom valide complet (avec auteur) de ce taxon est Ololygon longilinea (Lutz, 1968). L'espèce a été initialement classée dans le genre Hyla sous le protonyme Hyla longilinea Lutz, 1968.
Ololygon longilinea a pour synonymes :
- Hyla longilinea Lutz, 1968
- Scinax longilinea (Lutz, 1968)

## Galerie

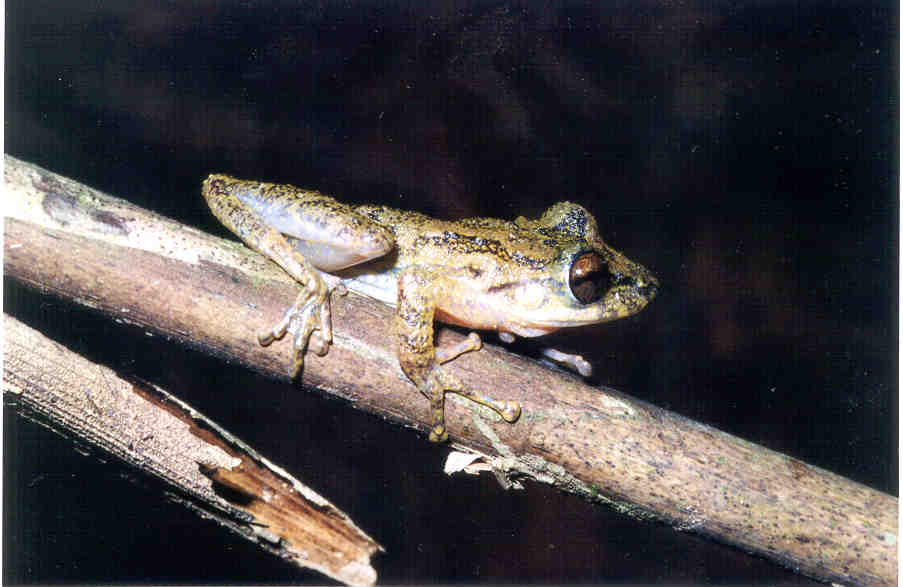
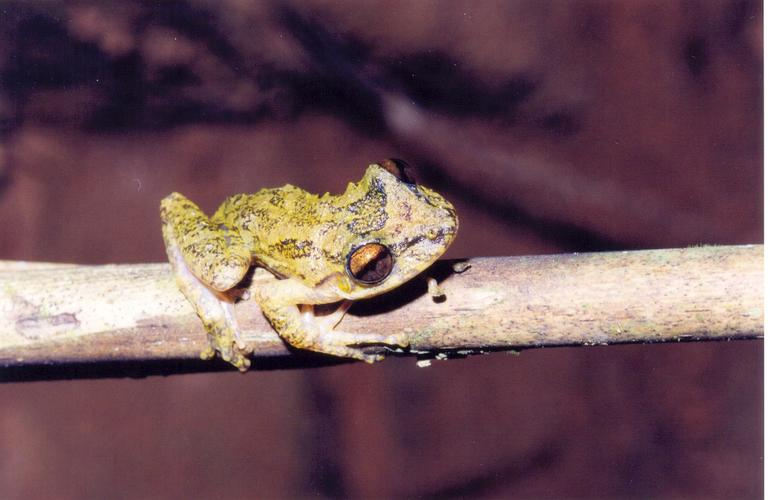
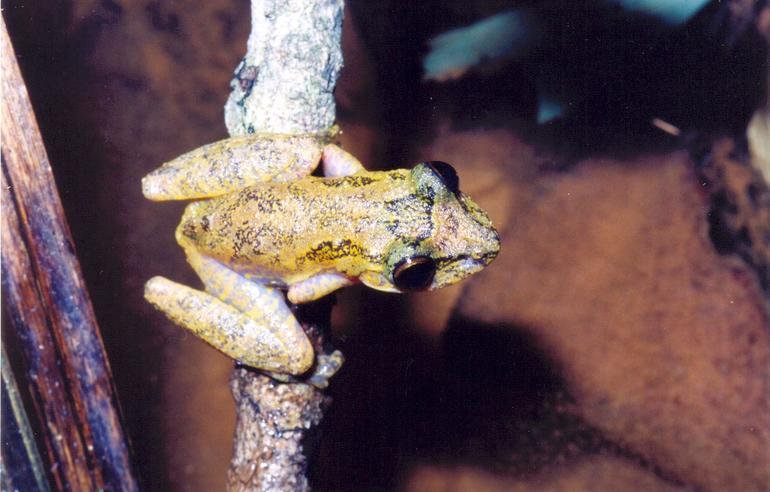

## Publication originale
- (en) Bertha Lutz, « New Brazilian Forms of Hyla », Pearce-Sellards Series, Texas Memorial Museum, vol. 10,‎ avril 1968, p. 5 (ISSN 0079-0354 et 2326-327X, OCLC 2067916, lire en ligne).